# Ptychodus
Ptychodus – wymarły rodzaj ryb chrzęstnoszkieletowych z okresu kredowego.
Z powodu chrzęstnej budowy szkieletu zachowało się niewiele skamieniałości szkieletów tego taksonu i jest on znany głównie ze skamieniałości w postaci zębów. Korony zębów mają dość szeroki, spłaszczony i pokryty żebrami wierzchołek otoczony marginalium z drobnymi zmarszczkami. Są to zęby typu miażdżącego, przylegając do siebie, tworzyły płyty złożone z kilkuset zębów na szczęce i służyły głównie do miażdżenia muszli bezkręgowców (np. małży, amonitów), które były podstawowym pokarmem tych rekinów. W 2009 roku Kenshu Shimada i współpracownicy zasugerowali jednak, że P. occidentalis żywił się bardziej różnorodnym pokarmem.
Ptychodusy były rekinami morskimi, przydennymi, o zarysie ciała podobnym do rekinów dywanowych. Spotykane głównie w morzach półkuli północnej, gdzie były kosmopolityczne. Największe rozmiary wiązane są z gatunkami Ptychodus mortoni oraz P. rugosus z Ameryki Północnej. Długość jednego z osobników P. mortoni oszacowano na przeszło 10 m, z czego około metr przypadał na szczęki (choć na bazie mocno niekompletnego materiału i z paroma założeniami). W 2009 roku Shimada i współpracownicy na podstawie zębów oszacowali długość jednego okazu P. rugosus na niemal 14,5 m, co czyni go największym znanym drapieżnym rekinem mezozoiku.

## Podział systematyczny
Do rodzaju należą następujące gatunki:
- Ptychodus mortoni
- Ptychodus occidentalis
- Ptychodus mammillaris
- Ptychodus decurrens
- Ptychodus latissimus
- Ptychodus polygyrus
- Ptychodus rugosus